# Cimetière Sainte-Marie
De Cimetière Sainte-Marie is een gemeentelijke begraafplaats in de Franse stad Le Havre in het departement Seine-Maritime. De begraafplaats ligt twee kilometer ten noordoosten van de stadskern van Le Havre in de bovenstad. Het terrein is ongeveer 21 ha groot. De begraafplaats telt diverse monumentale beelden en mausolea.

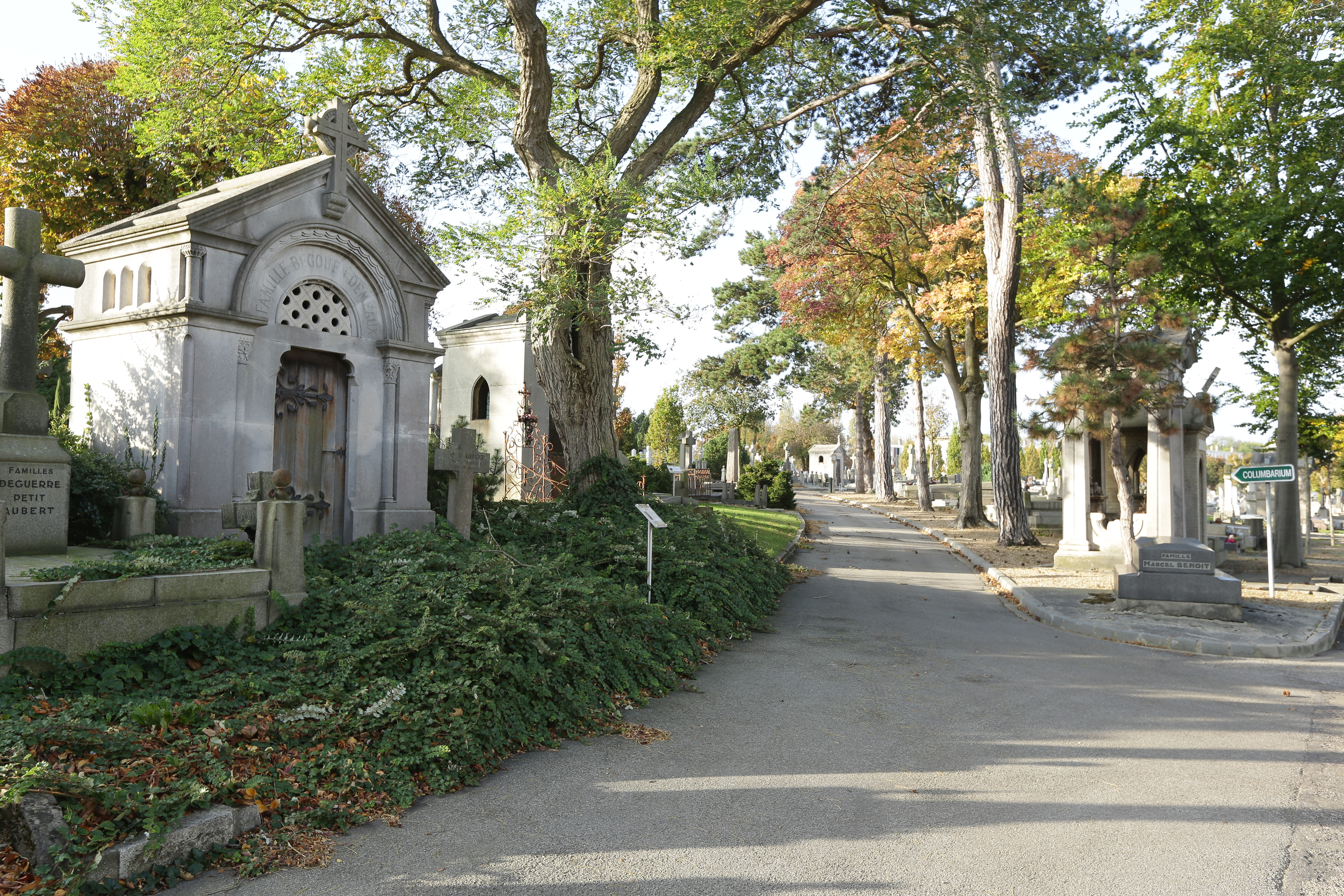
Mausolea en graven

De begraafplaats werd aangelegd in 1851 in de toenmalige gemeente Graville-L'Heure, nabij het Fort van Tourneville. De begraafplaats werd in de loop van de 19de en 20ste eeuw meermaals vergroot. 

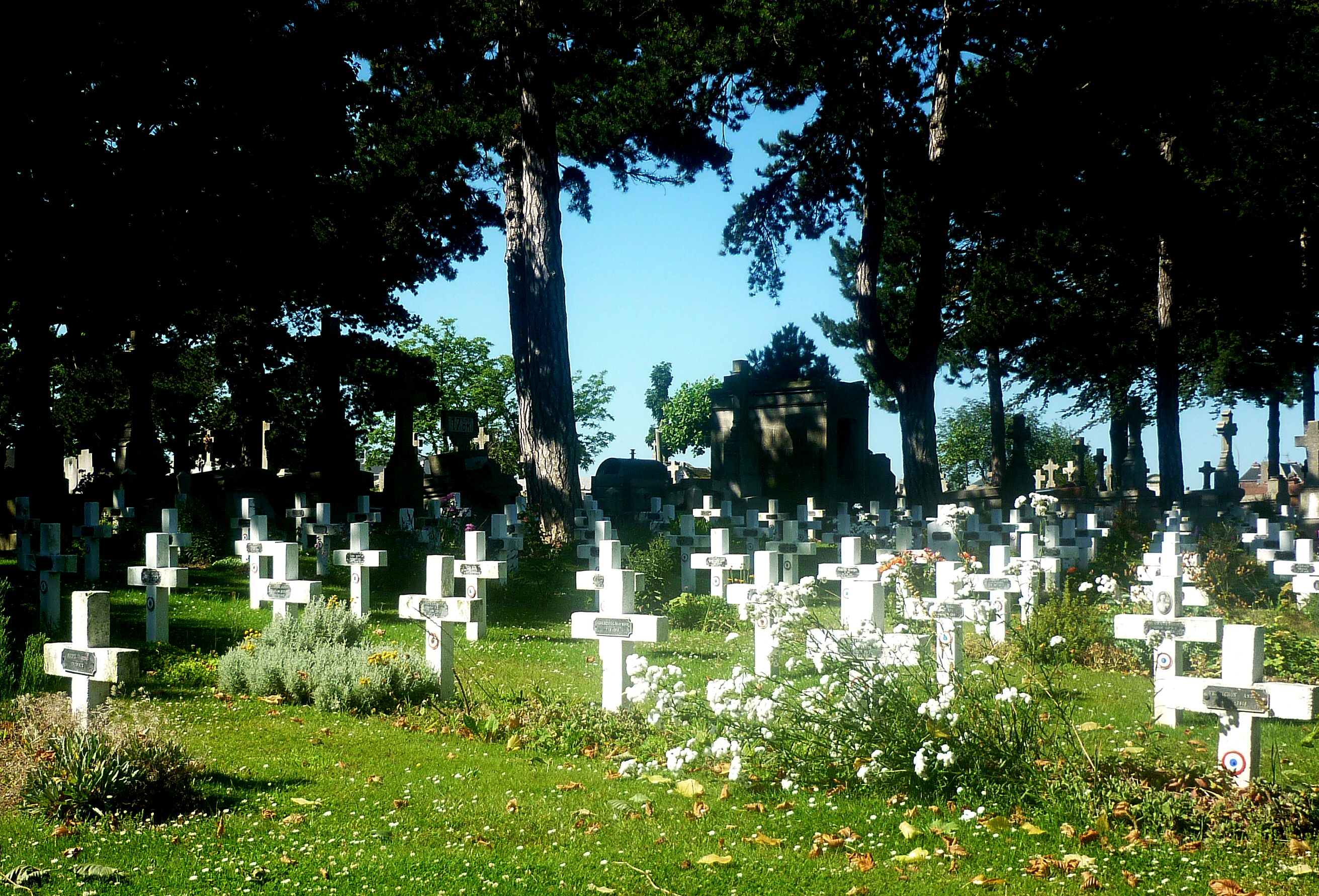
Franse oorlogsgraven

Op de begraafplaats bevinden zich Franse, Britse, Belgische en Duitse oorlogsgraven uit de wereldoorlogen. Het Belgisch perk telt meer dan 100 Belgische gesneuvelden uit de Eerste Wereldoorlog. Het Duitse perk telt meer dan 300 graven.

## Britse oorlogsgraven
Op de begraafplaats bevinden zich een paar Britse militaire perken met gesneuvelden uit de Eerste Wereldoorlog en de Tweede Wereldoorlog. Deze worden onderhouden door Commonwealth War Graves Commission. In de CWGC-registers is de begraafplaats opgenomen als Ste. Marie Cemetery, Le Havre.
Er bevinden zich bijna 1.700 Britse graven uit de Eerste Wereldoorlog, waarvan er enkel niet geïdentificeerd zijn. Er staat een herdenkingsteken voor de slachtoffers van het hospitaalschip "Salta" (gezonken door een mijn op 10 april 1917), het hospitaalschip "Galeka" (gezonken door een mijn op 28 oktober 1916) en het transportschip "Normandy" (getorpedeerd op 25 januari 1918), Er bevinden zich meer dan 360 Britse gesneuvelden uit de Tweede Wereldoorlog, waarvan er meer dan 50 niet geïdentificeerd zijn.
Deze perken werden ontworpen door Sir Reginald Blomfield.

## Bekende graven

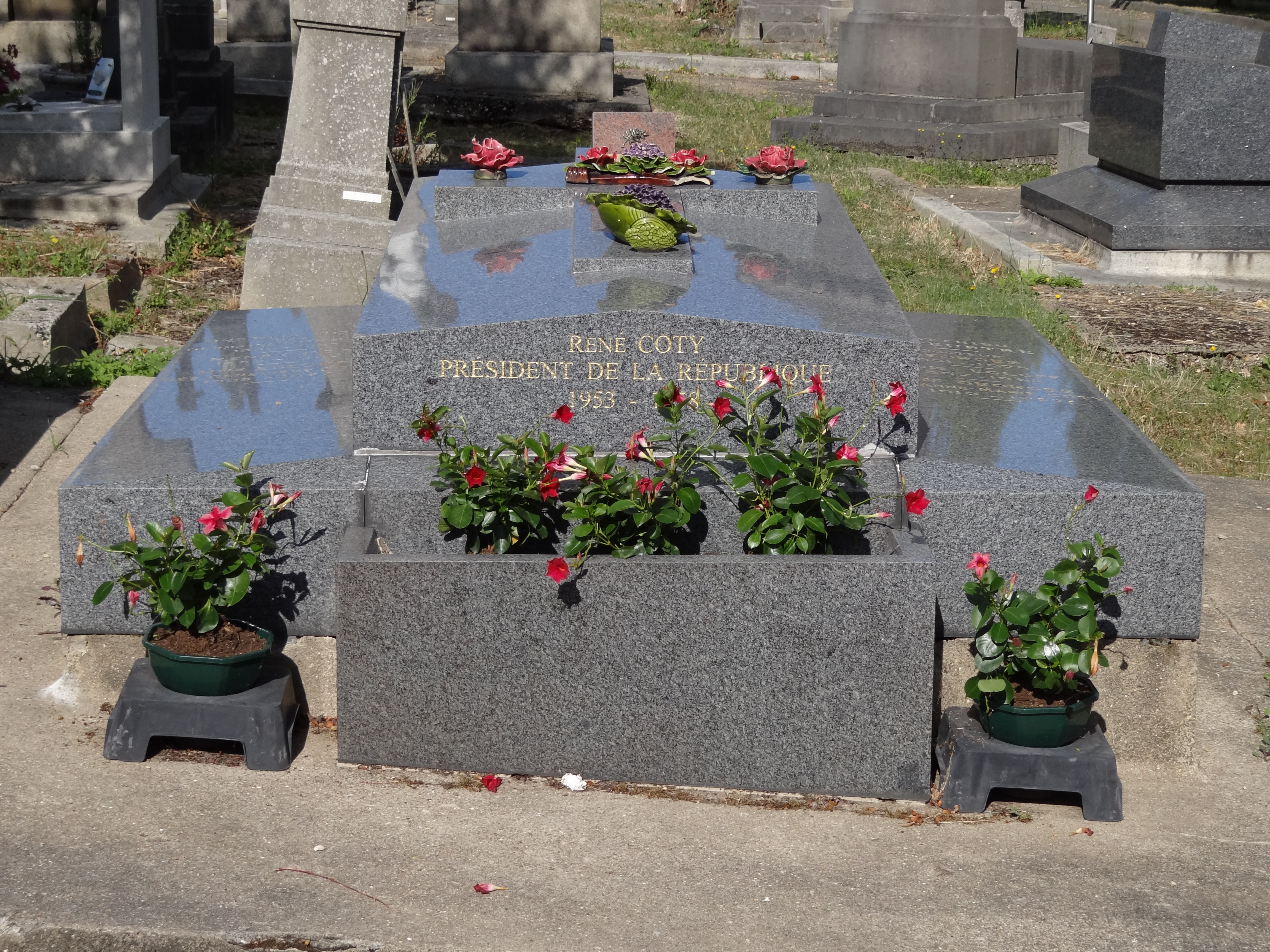
Graf van René Coty

- Jules Siegfried (1837-1922), Frans minister, senator, burgemeester van Le Havre
- René Coty (1882-1962), Franse president
- Antoine Rufenacht (1939-2020), Frans staatssecretaris, burgemeester van Le Havre